# کالج هنر و طراحی ماساچوست
کالج هنر و طراحی ماساچوست (به انگلیسی: Massachusetts College of Art and Design) با نام تجاری MassArt، یک کالج عمومی هنرهای تجسمی و هنرهای کاربردی در بوستون، ماساچوست است. این مدرسه که در سال ۱۸۷۳ تأسیس شد، یکی از قدیمی‌ترین مدارس هنری آمریکا و تنها مدرسه هنری مستقل با بودجه دولتی در ایالات متحده است و اولین کالج هنری در ایالات متحده است که مدرک هنری اعطا کرد.

## جایگاه علمی
دانشگاه مس آرت جزو ده کالج برتر ایالات متحده است. مجله بیزنس ویک این کالج را به عنوان یکی از برترین کالج‌های هنر جهان معرفی می‌کند.همچنین
یواس نیوز اند ورلد ریپورت نیز دورهٔ کارشناسی ارشد هنرهای زیبای مس آرث را به عنوان برترین دوره آموزشی در ماساچوست اعلام کرد. پذیرش از رشته‌های مقطع تحصیلات تکمیلی بسیار گزینشی است. طبق آمار انجمن دانشکده‌های مستقل هنر و طراحی(AICAD) در برنامهٔ کارشناسی ارشد در ایالات متحده مس آرت در میان سه کالج برتر قرار دارد.